# غابرييلا كيندل
غابرييلا كيندل (بالمجرية: Kindl Gabriella) مواليد 15 سبتمبر 1979 في المجر، هي لاعبة كرة يد مجرية معتزلة لعبت كظهير أيسر. مثلت كل من منتخب المجر لكرة اليد للسيدات ومنتخب الجبل الأسود لكرة اليد للسيدات. حققت المركز الأول في بطولة أوروبا لكرة اليد للسيدات 2000.

## سجل المنافسة
شاركت في البطولات التالية:
- بطولة العالم لكرة اليد للسيدات 2001
- بطولة العالم لكرة اليد للسيدات 2005
- بطولة أوروبا لكرة اليد للسيدات 2000
- بطولة أوروبا لكرة اليد للسيدات 2004
- بطولة أوروبا لكرة اليد للسيدات 2010

## الإنجازات
- البطولة الوطنية المجرية للسيدات:
  - الفوز: 2003، 2004
- كأس المجر لكرة اليد للسيدات:
  - الفوز: 2004
- كأس أبطال الكؤوس الأوروبية لكرة اليد للسيدات:
  - الفوز: 2010
- كأس أوروبا لكرة اليد للسيدات:
  - النهائي: 1999، 2002، 2003
- بطولة العالم لكرة اليد للسيدات:
  - الميدالية البرونزية: 2005
- بطولة أوروبا لكرة اليد للسيدات:
  - الفوز: 2000
  - الميدالية البرونزية: 2004